# Moderne hebräische Literatur
Die moderne hebräische Literatur setzt im 19. Jahrhundert ein und ist in einer modernisierten, sich erst im 20. Jahrhundert standardisierenden Form der hebräischen Sprache verfasst, die auf die Sprache des biblischen und mittelalterlichen hebräischen Schrifttums zurückgeht. Als ihre Vorläufer gelten, zum Teil noch ins 18. Jahrhundert zurückreichend, sowohl die hebräischen Schriften der Jüdischen Aufklärung in Mitteleuropa als auch jene Schriften, die das Hebräische als Sprache der jüdischen Presse und Literatur in der sephardisch-orientalischen Diaspora, insbesondere im jüdischen Kulturleben osmanischer und arabischer Länder, verbreiteten.

## Geschichte
Seit der Mitte des 19. Jahrhunderts entwickelte sich das Hebräische langsam von einer nur noch in wenigen Bereichen der Schriftlichkeit auftretenden, insbesondere dem sakralen Bereich vorbehaltenen Sprache zu einer in allen Bereichen der Mündlichkeit und Schriftlichkeit verwendeten jüdisch-israelischen Nationalsprache. Im Zuge dieser Entwicklung wurde es auch zunehmend die Sprache einer modernen jüdischen Prosa, Dichtung und Dramatik in Israel. Viele ihrer frühen Autoren schrieben zunächst noch sowohl in ihrer Muttersprache oder der sie umgebenden Kultursprache (Jiddisch, Deutsch, Arabisch u. a.) als auch auf Hebräisch; später, insbesondere seit der Gründung des Staates Israel, herrscht bei den jüdischen Autoren in Israel die hebräische Einsprachigkeit vor.
Die Entwicklung der hebräischen Literatur hatte in dieser Phase ihre Zentren zunächst außerhalb Israels, hauptsächlich in Osteuropa. Der Beginn der modernhebräischen Literatur in Palästina wird gewöhnlich mit der zweiten Alija (1904–1914) angesetzt, während der eine Gruppe von literarischen Vordenkern, etwa der spätere Literaturnobelpreisträger Samuel Agnon, Josef Chaim Brenner, Mosche Smilansky, David Shimoni und Jakob Fichmann, in das Osmanische Reich einwanderte. Bis zum Ersten Weltkrieg wurde moderne hebräische Literatur jedoch noch hauptsächlich in Osteuropa verfasst. Nach dem Krieg und der Oktoberrevolution emigrierten viele osteuropäisch-hebräische Schriftsteller nach Palästina, sodass zu dieser Zeit die hebräische Literatur dort zu einem großen Teil eine Fortsetzung der europäischen Tradition bildete. Parallel und in Kontakt mit diesen Autoren entstand das hebräischsprachige Werk sephardisch-orientalischer Autoren des alten Jischuw, deren Muttersprache und weitere Schriftsprache in der Regel das Arabische und Djudeo-Espanyol waren. Zu diesen Autoren, die die Lebenswelt der Levante nicht aus der Perspektive des Einwanderers, sondern aus der Innensicht des Einheimischen erzählten, gehörte insbesondere Jehuda Burla (1886–1969). Mit dem Aufgehen des alten, in der Region verwurzelten Jischuw im neuen Jischuw der viel zahlreicheren aschkenasischen Einwanderer aus Europa wurde auch das literarische Werk der sephardisch-orientalischen Autoren zu einem Zweig der stetig wachsenden hebräischen Literatur, die bald von aschkenasischen Themen und Sichtweisen dominiert wurde.
1921 gründeten 70 Autoren in Tel Aviv die Vereinigung der hebräischen Schriftsteller mit dem erklärten Ziel, zum Schutz und zur Förderung der hebräischen Literatur und geistiger Interessen zusammenzuarbeiten. In dieser Zeit erschienen auch die ersten Literaturzeitschriften, Ha-Adamah („Die Erde“), herausgegeben von Josef Chaim Brenner, und Ma'abarot („Transit, Übergangslager“), herausgegeben von Jakob Fichmann. Palästina entwickelte sich zum Zentrum hebräischen literarischen Schaffens, dies umso mehr, als sich die Idee von der Rückkehr der Juden nach Zion von einer symbolhaften Zionsliebe in eine politische Kraft (Zionismus) wandelte. Einige der bedeutendsten modernhebräischen Schriftsteller der ersten Hälfte des 20. Jahrhunderts, Chaim Nachman Bialik, Achad Ha'am, und Saul Tschernichowski verbrachten ihre letzten Lebensjahre in Tel Aviv, und obwohl diese Zeitspanne nicht für den Höhepunkt ihres Schaffens steht, übten sie auf jüngere hebräische Autoren in Palästina einen großen Einfluss aus. Bialiks Wohnhaus, der Beit Bialik, ist seit 1937 Museum und Forschungsstätte zu seinem Leben und Werk.
Zur zweiten Schriftstellergeneration gehörten unter anderem Uri Zvi Greenberg und Abraham Shlonsky, die sich bereits nicht mehr in erster Linie auf ihre europäischen Wurzeln beriefen, sondern im Land Israel das erwünschte Gegenmittel zur Denkfigur der Wurzellosigkeit der Diaspora fanden. Die dritte Generation mit Autoren wie S. Yizhar und Mosche Schamir begann ihr Wirken zur Zeit des Palästinakrieges von 1948. Die Gruppe der Kanaaniter negierte den engeren Zusammenhang zwischen Israeli und den Juden der Diaspora; Israel sollte nicht als Fortsetzung des Judentums, sondern als eigenständige Kultur betrachtet werden. Wichtige Autoren dieser Periode waren die Dichter Nathan Alterman und Leah Goldberg.
Die Werke etlicher israelischer Schriftsteller sind in Übersetzungen, darunter auf Deutsch, erschienen. Zu ihnen zählen Abraham B. Jehoshua, Amos Oz, Ephraim Kishon, Batya Gur, David Grossman, Eli Amir, Zeruya Shalev, Meir Shalev, Etgar Keret, Nir Baram, Orly Castel-Bloom und viele andere.

### Bücher
- Anat Feinberg (Hrsg.): Moderne hebräische Literatur: ein Handbuch. München 2005, ISBN 3-88377-790-0
- Pnina Navé: Die neue hebräische Literatur. Francke, Bern/München 1962
- Gershon Shaked: Geschichte der modernen hebräischen Literatur. Prosa von 1880 bis 1980. Jüdischer Verlag, Frankfurt am Main 1996, ISBN 978-3-633-54112-6
- Encyclopedia Judaica, Bd. 9, S. 1001–1003

### Zeitschriften
- Gershon Shaked (Hrsg.): Modern Hebrew Literature: MHL.
- Prooftexts: A Journal of Jewish Literary History.